# 한은진
한은진(한국 한자: 韓銀珍, 1918년 9월 6일 ~ 2003년 7월 16일)은 대한민국의 배우이다.

## 생애
일제 강점기 조선 경성부(現 대한민국 서울)에서 출생하여 지난날 한때 일제강점기 조선 충청북도 청주에서 잠시 유아기를 보낸 적이 있는 그녀는 1932년부터 1936년까지 4년간 경성전기회사 평직원(평사원)으로 일하다가 1936년 경성전기회사 평직원 사퇴 후 1937년 연극 《춘향전》을 통하여 연극배우 첫 데뷔하였고 1939년 영화 《무정》의 조연으로 영화배우 데뷔하였다. 8·15 광복 이후에는 1946년 영화 《자유만세》에 조연하였으며 국립극단에서도 잠시 연극배우로 활약하였다. 특히 영화 분야에서는 지계순·나정옥·황정순·정애란 등과 아울러 대한민국의 어머니상을 대표하는 영화배우로서 자리매김하였고 1980년대 초반에 접어들어서는 텔레비전 드라마에도 출연하였으며 영화에는 약 300편을 출연하였고 연극배우 분야에서 은퇴 후 영화배우 분야에서는 1996년 영화 《축제》를 끝으로 은퇴, 연기자 분야에서는 1997년 SBS 서울방송 텔레비전 드라마 《여자》를 끝으로 은퇴하였다. 2003년 7월 16일에 노환으로 인하여 서울 용산구 이촌동 자택에서 세상을 떠났다.

## 학력
- 일제 강점기 조선 경성효창소학교 졸업
- 국민정부 시대 중화민국 대륙 본토 저장 성 닝보 샤오창 여자중학교 중퇴

## 출연작

### 영화
- 1939년 《무정》
- 1946년 《자유만세》
- 1962년 《연산군》
- 1962년 《열녀문》
- 1964년 《벙어리 삼룡》
- 1964년 《진고개 신사》
- 1964년 《치마 바위》
- 1965년 《만가》
- 1965년 《민며느리》
- 1965년 《산천도 울었다》
- 1965년 《살아야 한다》
- 1965년 《언제나 그 날이면》
- 1966년 《무적자》
- 1966년 《소금장수》
- 1966년 《친정 어머니》
- 1967년 《공주님의 짝사랑》
- 1967년 《산불》
- 1968년 《여자의 일생》
- 1973년 《비바리》
- 1976년 《나는 고백한다》
- 1976년 《아내》
- 1976년 《발가락이 닮았다》
- 1977년 《옥례기》
- 1978년 《고가》
- 1978년 《불》
- 1978년 《웃음소리》
- 1979년 《하늘아래 슬픔이》
- 1979년 《황토기》
- 1979년 《율곡과 신사임당》
- 1979년 《뒤돌아 보지마라》
- 1984년 《사랑의 찬가》
- 1988년 《연산일기》
- 1988년 《그 마지막 겨울》
- 1988년 《청춘시대》
- 1996년 《축제》

### 드라마
- 1980년 MBC 농촌드라마 《전원일기》 ... 문 여사(명석 모) 역, 박 여사(양촌리 노할머님의 막내 시외숙모) 역 이외 각종 단역
- 1982년 KBS TV 문학관 《열녀문》 ... 시할머니 역
- 1984년 MBC 주말연속극 《사랑과 진실》
- 1985년 MBC 주말연속극 《남자의 계절》 ... 중한 모 역
- 1991년 MBC 대하드라마 《여명의 눈동자》
- 1996년 KBS1 대하드라마 《찬란한 여명》 ... 야인 최 보살 역
- 1996년 KBS1 대하드라마 《용의 눈물》 ... 공민왕비 안대비 역
- 1997년 SBS 주간드라마 《70분 드라마 - 가족수첩》

## 수상 경력
- 1962년 제1회 대종상 여우조연상 《연산군》
- 1963년 제6회 부일영화상 여우조연상 《열녀문》
- 1985년 제24회 대종상 여우조연상 《오싱》
- 1996년 제17회 청룡영화상 특별공로상